# Кардаш, Михаил Георгиевич
Михаил Георгиевич Кардаш (04.03.1888 — 13.11.1951) — главный кондуктор 48-й паровозной колонны особого резерва НКПС Октябрьской железной дороги.

## Биография
Родился 4 марта 1888 года в крестьянской семье. Белорус. С семи лет, помогая родителям, пас скотину, занимался хлебопашеством, зимой три года учился грамоте. В 1909 году был призван в армию. Четыре года служил старшим фейерверкером артиллерии в крепости Новогеоргиевск Варшавской губернии.
После демобилизации с августа 1913 года начал работать подённым кондуктором товарных поездов станции Скаржинской Привислянских железных дорог. С начала войны в 1914 году работал младшим кондуктором товарных поездов в Петрограде, а через год поехал главным кондуктором пассажирских поездов, в том числе в прифронтовой зоне Юго-Западного фронта А. А. Брусилова.
С 1921 года главным кондуктором ездил из на линии Петроград — Москва. В январе 1934 года признан лучшим кондуктором Октябрьской магистрали. Это дало ему право многие годы перед войной обслуживать скоростной поезд «Красная стрела». В 1940 году вступил в ВКП. «Красная стрела» славилась в стране, а главный кондуктор мог видеть знатных людей страны. На этом поезде ехали в Москву папанинцы, герои дрейфа на ледоколе «Георгий Седов», этим поездом часто пользовались известные артисты, курсируя на гастроли или киносъемки.
Война прервала поездки «Красной стрелы». Один состав отправили на отстой в Ленинград, другой — в Казань. Теперь Кардаш стал главным кондуктором грузовых и воинских поездов. В первые дни блокады участвовал в разборке 1-го и 3-го путей от Колпино, рыл подземные станции-землянки там, где оставались руины после налетов артиллерии или авиации. В городе дежурил на крышах во время авианалетов, тушил пожары. Пережил Кардаш и самую страшную блокадную зиму 1941—1942 годов, когда норма хлеба сокращалась до 125 граммов на сутки. Он редко выходил из дому, по комнате, а передвигался на коленях. Когда по «Дороге жизни» в осаждённый город стало поступать продовольствие, норма хлеба была увеличена. Кардаш выжил, начал ходить в депо. Дорожная газета 16 июня 1942 года поместила фотографию с подписью: «Главный кондуктор Н-ского резерва М. Г. Кардаш по-фронтовому продвигает поезда».
В начале 1943 года для обеспечения Ленинграда была сформирована паровозная колонна № 48, главным кондуктором которой был назначен Михаил Георгиевич Кардаш. Эта колонна доставляла все необходимые грузы от Волховстроя в блокированный Ленинград. Железнодорожная линия проходила по узкому коридору, который простреливался вражеской артиллерией, подвергался бомбардировкам с вражеских самолётов. Открытые, не защищённые лесом места от Шлиссельбурга до Волховстроя были самыми опасными.
18 июня 1943 года, врагу удалось поджечь вагон в середине состава. Кардаш распорядился растащить состав, отцепить горящий вагон. При бомбёжке состава Кардаш был ранен, но, несмотря на большую потерю крови, продолжал выполнять работу по спасению состава и людей. После перевязки продолжал работать и снова отправился в рейс, хотя врачи настаивали на госпитализации. Кардаш продолжал поездки по этому «коридору смерти», и только раз в месяц, когда паровоз отправляли в депо на промывку, навещал жену в Ленинграде.
25 июля 1943 года секретарь Ленинградского горкома партии А. А. Кузнецов представил Кардаша к награждению орденом Ленина, но его включили в список на присвоение звания Героя Социалистического Труда. 23 октября начальник дороги Б. Саламбеков написал о главном кондукторе паровозной колонны № 48 писал: «В период Великой Отечественной войны обеспечивает своевременное и безопасное вождение воинских и продовольственных поездов на ответственном участке Ленинград—Шлиссельбург—Жихарево—Волховстрой. Сопровождаемые им поезда неоднократно подвергались бомбардировкам и артобстрелам; будучи дважды ранен, не покидал своего поста и после выздоровления вновь обслуживает головной участок. При прямом попадании в поезд вражеского снаряда принимал активное участие в тушении пожара, восстановлении пути и сохранении ценного груза».
Указом Президиума Верховного Совета СССР от 5 ноября 1943 года «за особые заслуги в деле обеспечении перевозок для фронта и народного хозяйства и выдающиеся достижения в восстановлении железнодорожного хозяйства в трудных условиях военного времени» Кордашу Михаилу Георгиевичу присвоено звание Героя Социалистического Труда с вручением ордена Ленина и Золотой медали «Серп и Молот».
В декабре Кардашу пришлось лечь на операцию, чтобы не потерять правую руку. 17 февраля Кардаш был назначен начальником поезда «Красная стрела». Нужно было обновить состав, проверить все детали, подобрать поездную бригаду. 20 марта Кардаш подал рапорт начальнику дороги Саламбекову о готовности состава, и «Красная стрела» устремилась к Москве. О первом после начала войны рейсе «Красной стрелы» сообщило радио и все газеты.
После войны, в октябре 1945 года Карлаш был назначен заместителем начальника пассажирского отделения на Финляндском направлении, а через год — начальником Ленинград-Московского пассажирского отделения Октябрьской дороги. В декабре 1947 года знатный железнодорожник был избран в Ленинградский областной Совет депутатов трудящихся. В мае 1951 года он по инвалидности ушёл на пенсию.
Жал в городе Ленинграде. Скончался 13 ноября 1951 года.
Награждён орденом Ленина, медалями: нагрудными знаками «Отличный движенец», «Почётному железнодорожнику».